# Santander, Cebu
Santander là một đô thị hạng 5 ở tỉnh Cebu, Philippines. Theo điều tra dân số năm 2007, đô thị này có dân số 15.294 người.
Santander là đô thị cực nam của Cebu. Ở đây có hải cảng nối với Negros Oriental.

## Các đơn vị dân cư
Santander được chia thành các đơn vị hành chính gồm 10 khu dân cư (khu phố) (barangay).
- Bunlan
- Cabutongan
- Kandamiang
- Liloan
- Lip-tong
- Looc
- Pasil
- Poblacion
- Canlumacad
- Talisay